# Clube Atlético Pradense
Clube Atlético Pradense é um time de futebol brasileiro da cidade de Antônio Prado, no estado do Rio Grande do Sul. Foi fundado em 6 de junho de 1918. O Atlético Pradense é um dos maiores clubes de futebol da Serra Gaúcha, tendo conquistado o Campeonato Gaúcho da 3ª divisão, em 1981. Conhecido como o Leão da Serra, suas cores são verde e branco.
Seu uniforme é muito similar ao do Juventude, de Caxias do Sul. Seus jogos são realizados no Estádio Municipal Waldemar Grazziotin, com capacidade para 2.300 pessoas. O clube esteve inativo desde 2000 por falta de recursos, porém retorna aos gramados em 2012 para a disputa da Copa RS e da 2ª divisão do Gauchão. 

## Títulos

### Estaduais
- Campeonato Gaúcho - 2ª Divisão: 1981.